# 呂壽琨
呂壽琨（英語：Lu Shou-Kun，1919年—1975年9月26日），香港水墨畫家。

## 簡歷
呂壽琨原籍廣東鶴山，出生於廣州。其家族乃書香世家，父親是當年廣東資深畫家和學者呂燦銘（1892-1963年），於廣州經營古董書畫店。他自幼就受其父薰陶而熱愛繪畫，亦因家中經營古董書畫，得以品閱及臨摹無數歷代國畫大師的傑作和真跡，而造就了其深厚的國畫傳統筆墨技法。
他曾經拜近代國畫名師黃賓虹短暫學畫。1946年畢業於廣州大學，獲經濟學位，是年他在廣州首次主辦廣東全省水災義展而嶄露頭角。1948年移到香港定居。
1949年任職香港油蔴地小輪公司稽查員。工餘之外不忘筆墨，乃孜孜不倦創作，四處寫生。由於他在碼頭工作，每天觀察群山和海港，早期創作了很多漁港的風景畫。開始在香港各報章發表畫評和他的水墨畫理論。
1954年在香港大酒店畫廊舉行首次個人展。其後他編寫的著作《國畫的研究》正式出版之後，影響了香港的藝壇，奠定他在美術理論界的地位。1955年後，呂壽琨的個人畫展和聯展遍及英國、美國、日本、澳洲、加拿大等地區。至今大大小小的展出不下六十多個。1962新開幕的香港大會堂博物美術館（即現在的香港藝術館）委任呂壽琨為名譽顧問。
1966年，他辭去香港油蔴地小輪公司的職務，全身踏上了藝術生涯。於香港大學建築系和香港中文大學校外進修部任教，主持水墨畫課程，從事培育新一代的藝術家。極力提倡他的中國新水墨畫理論。將西方的現代畫融化入傳統中國筆墨畫之中。
由於呂壽琨一直以開創中國新水墨為使命，以有限的精力去開闢無限的探索空間。他經常說「要以有限之生，窮無盡之知」。在他藝術事業創造力達到最高峰時，於1975年離世，年僅五十六歲。

## 風格及影響
呂壽琨的藝術，一直以中國畫傳統的筆墨、思想、技法而植根於香港本土，創作了不少寫意的香港山水畫。晚期更吸收了西方的表現主義，結合中國傳統思想基楚，以飛躍式地開創了他一系列的「襌畫」，為中國畫尋找出走向國際藝壇的新空間，給水墨畫注入了全新的生命。該「新水墨畫運動」帶動香港藝壇於60、70年代出現了一股創新水墨畫的熱潮，造就了香港當代畫壇一群新水墨大家。其中表表者如王無邪、譚志成、韓志勳⋯⋯及其後的徐子雄、周綠雲、梁巨廷、靳埭強等，以及李氏畫苑的李維安、李靜雯都是呂壽琨的學生和追隨者。1971年更榮獲英女皇伊利沙伯二世頒贈大英帝國勳章 MBE，是第一位獲此榮譽的香港畫家。

## 作品收藏處
呂氏不少作品除了私人收藏外，也獲收藏於倫敦維多利亞與艾伯特博物館（V&A）、牛津阿什莫林藝術與考古博物館、三藩市笛洋美術館、臺北國立歷史博物館、香港中文大學文物館、香港藝術館及香港M+視覺文化博物館。

## 外部連結
- 呂壽琨畫作復修將展出 領導港新水墨運動 融入抽象元素（页面存档备份，存于）